# Mademoiselle Guerin
Mademoiselle Helene Guerin (née vers 1739, fl. 1755) est une compositrice française.

## Biographie
Elle a composé un opéra à 16 ans, Daphnis et Amalthée, qui a été joué à Amiens en 1755,. Un écrivain anonyme rapportant l'événement au Mercure de France l'a décrite comme venant de la province et ayant une bonne éducation,,.